# Шаблерогові
Шаблерогові, або кінські антилопи (Hippotraginae) — підродина парнокопитних ссавців родини бикових.
Мешкають в  Африці та на Аравійському півострові. За розміром нагадують коней, через що походить їх друга назва. У обох статей є довгі вигнуті назад роги.

## Систематика
- Рід Шаблеріг (Hippotragus)
  - Чала антилопа (Hippotragus equinus)
  - Шаблеріг чорний (Hippotragus niger)
  - Шаблеріг блакитний (Hippotragus leucophaeus) †
- Рід Орикс (Oryx)
  - Антилопа шаблерога (Oryx dammah)
  - Орикс білий (Oryx leucoryx)
  - Орикс Гемсбок (Oryx gazella)
- Рід Адакс (Addax)
  - Адакс (Addax nasomaculatus)